# Спрингфилд (Мисури)
Спрингфилд (енгл. Springfield) град је у округу Грин у савезној држави Мисури, САД. Спрингфилд је седиште округа Грин а према попису из 2010. имао је 159.498 становника, по чему је трећи највећи град у Мисурију (иза Канзас Ситија и Сент Луиса).
Остаје непознато како је град добио име Спрингфилд, али је најраширеније схватање да је град назван по Спрингфилду у Масачусетсу, мада постоје и друге теорије. Према једној причи, Џејмс Вилсон, који је живео у тада неименованом граду, понудио је бесплатан виски свакоме ко гласа да се град назове по његовом родном граду у Масачусетсу.

## Географија
Спрингфилд се налази на надморској висини од 396 m.

## Демографија
По попису из 2010. године број становника је 159.498, што је 7.918 (5,2%) становника више него 2000. године.
|                   | 2010.            | 2000.            |
| Укупно            | 159 498 (100,0%) | 151 580 (100,0%) |
| Белци             | 138 495 (86,83%) | 137 140 (90,47%) |
| Афроамериканци    | 6 524 (4,090%)   | 4 961 (3,273%)   |
| Хиспаноамериканци | 5 851 (3,668%)   | 3 501 (2,310%)   |
| Остали            | 5 613 (3,519%)   | 3 918 (2,585%)   |
| Азијати           | 3 015 (1,890%)   | 2 060 (1,359%)   |